# Jane Rosenthal

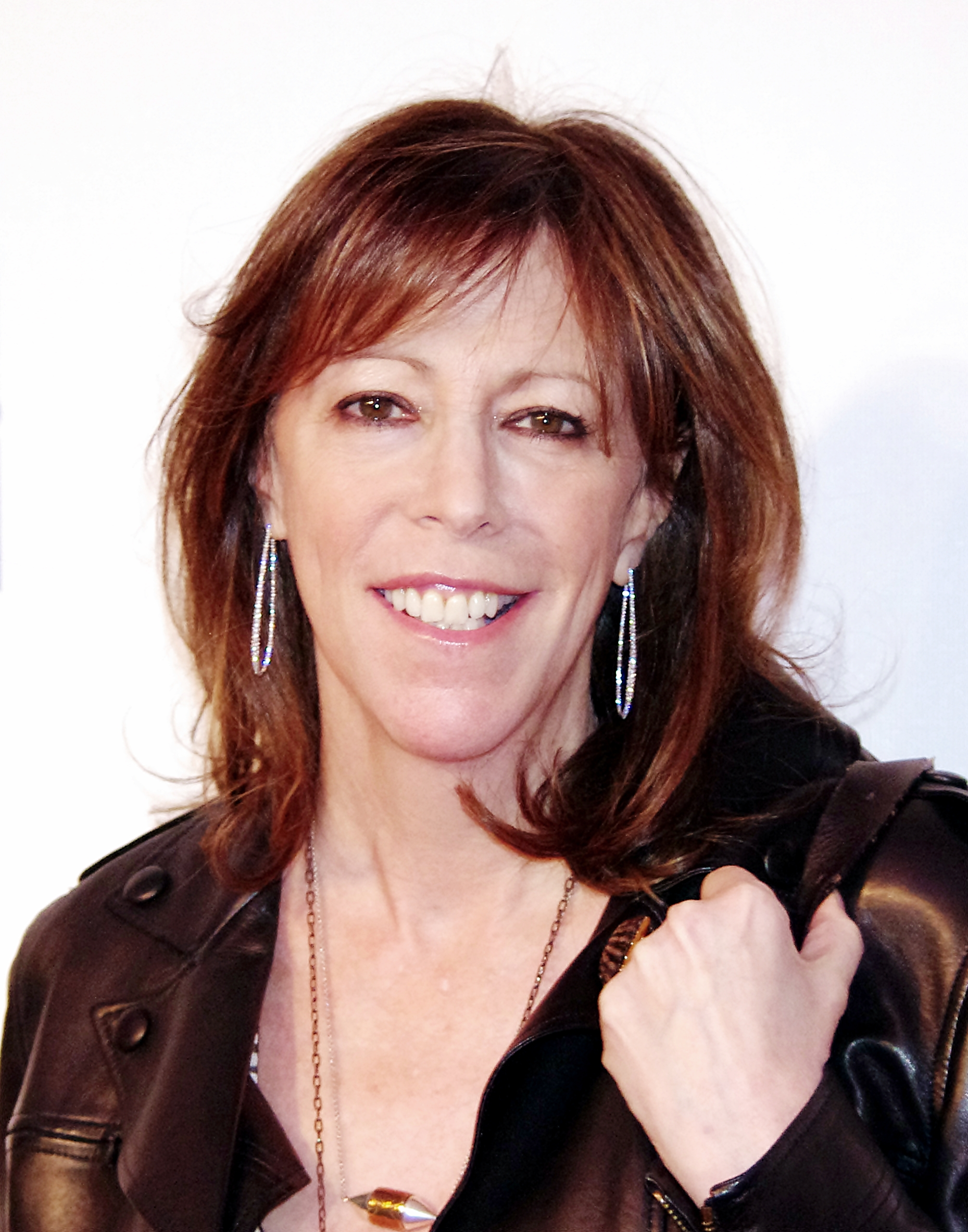
Rosenthal beim von ihr ins Leben gerufenen Tribeca Film Festival (2012)

Cynthia Jane Rosenthal (* 21. September 1956 in Providence, Rhode Island) ist eine US-amerikanische Filmproduzentin.

## Leben
Nach ihrem Studium arbeitete Jane Rosenthal neun Jahre als Produzentin für den Fernsehsender CBS und produzierte dort mehr als 70 Fernsehfilme. 1989 gründete sie zusammen mit dem Schauspieler Robert De Niro in New York City die Produktionsfirma Tribeca Productions, mit der sie fortan Filme produzierte. 2002 organisierte sie zusammen mit De Niro erstmals das Tribeca Film Festival.
Die in New York City lebende Rosenthal war von 1995 bis 2014 mit Craig Hatkoff verheiratet und hat mit ihm zwei Töchter.

## Filmografie (Auswahl)
Producer
- 1992: Halbblut (Thunderheart)
- 1992: Night and the City
- 1993: In den Straßen der Bronx (A Bronx Tale)
- 1995: Der Hochzeitstag (Faithful)
- 1996: Marvins Töchter (Marvin’s Room)
- 1997: Wag the Dog – Wenn der Schwanz mit dem Hund wedelt (Wag the Dog)
- 1999: Reine Nervensache (Analyze This)
- 1999: Entropy
- 1999: Makellos (Flawless)
- 2000: Die Abenteuer von Rocky & Bullwinkle (The Adventures of Rocky and Bullwinkle)
- 2000: Meine Braut, ihr Vater und ich (Meet the Parents)
- 2001: Prison Song
- 2002: Showtime
- 2002: About a Boy oder: Der Tag der toten Ente (About a Boy)
- 2002: Reine Nervensache 2 (Analyze That)
- 2004: House of D
- 2004: Stage Beauty
- 2004: Meine Frau, ihre Schwiegereltern und ich (Meet the Fockers)
- 2005: Rent
- 2006: Der gute Hirte (The Good Shepherd)
- 2008: Inside Hollywood (What Just Happened?)
- 2010: Meine Frau, unsere Kinder und ich (Little Fockers)
- 2015: Ellis (Kurzfilm)
- 2016: Alles was wir hatten (All We Had)
- 2019: The Irishman
- 2021: The Good House

Executive Producer
- 1998: The Mob – Der Pate von Manhattan (Witness to the Mob, Fernsehfilm)
- 1998: The Repair Shop
- 2000: Holiday Heart (Fernsehfilm)
- 2002: Porn 'n Chicken (Fernsehfilm)
- 2009: Public Enemies
- 2012: Being Flynn
- 2013: Zwei vom alten Schlag (Grudge Match)
- 2014: Remembering the Artist: Robert De Niro, Sr. (Dokumentarfilm)
- 2015: For Justice (Fernsehfilm)
- 2017: The Pirates of Somalia
- 2017: The Wizard of Lies – Das Lügengenie (The Wizard of Lies, Fernsehfilm)
- 2018: Quincy (Dokumentarfilm)
- 2018: Bohemian Rhapsody
- 2019: When They See Us (Miniserie, 4 Episoden)
- 2020: Immer Ärger mit Grandpa (The War with Grandpa)
- 2020: Artemis Fowl